# Albrecht von Roon

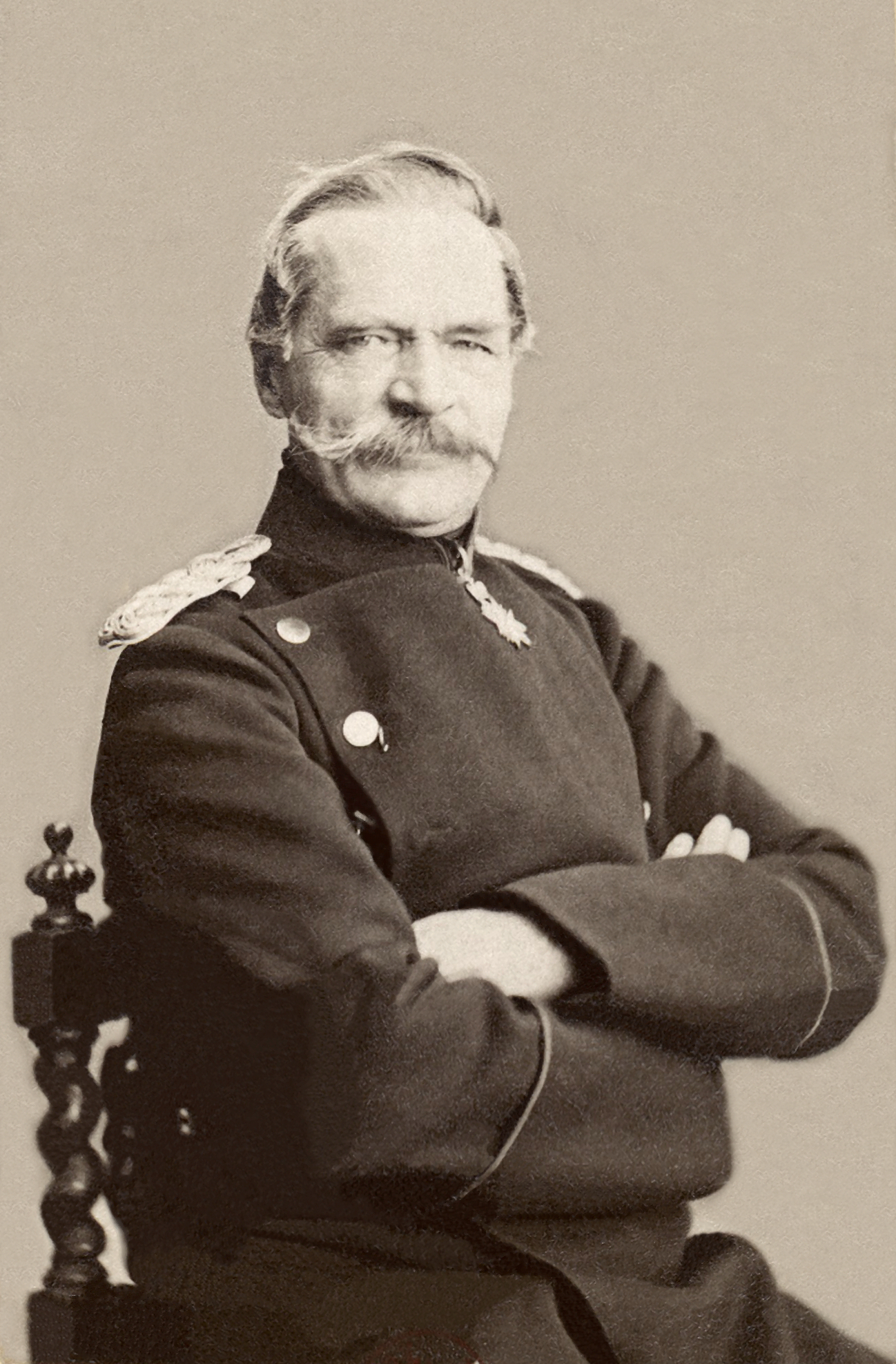
Albrecht Graf von Roon

Albrecht Theodor Emil Graf von Roon (Pleushagen, actual Pleśna, 30 de abril de 1803 - Berlín, 23 de febrero de 1879) fue un militar y político prusiano. Albrecht von Roon, junto a Otto von Bismarck y Helmuth von Moltke, fue una de las más importantes figuras del gobierno prusiano durante la importante década de los 1860, cuando Alemania fue unificada bajo el mandato prusiano.

## Educación
Albrecht von Roon nació en Pleushagen, cerca de Kolberg (actual Kołobrzeg), en Pomerania. Su familia, de origen flamenco, se estableció en Pomerania. Su padre, oficial del ejército prusiano, murió en la pobreza durante la ocupación francesa (véase Guerras Napoleónicas). Desde entonces, en un país devastado por la Guerra de Liberación y en circunstancias adversas, el joven von Roon fue criado por su abuela materna.
Entró en el cuerpo de cadetes de Culm (Chełmno) en 1816, desde donde en 1818 progresó a la escuela militar de Berlín, y en enero de 1821 recibió una comisión en el 14.º regimiento (3.º pomerano) acuartelado en Stargard en Pomerania. En 1824 cursó tres años de educación bélica superior en la Escuela General de la Guerra en Berlín (después llamada Academia Militar Prusiana), donde mejoró su educación como General. En 1826 fue transferido al 15.º regimiento en Minden, pero en el mismo año fue designado instructor en la escuela militar de cadetes en Berlín, donde se dedicó sobre todo a la asignatura de geografía militar. En 1832 publicó sus conocidos Principios de geografía física, nacional y política, editados en tres volúmenes (Grundlage der Erd-, Völker- und Staaten-Kunde), y del que se vendieron 40 000 ejemplares en unos pocos años. A este trabajo, que le hizo merecededor de un notable prestigio, le siguieron, en 1834, Elementos de geografía (Anfangsgrunde der Erdkunde); en 1837, Geografía militar de Europa (Militärische Landerbeschreibung von Europa); y, en 1839, La península ibérica (Die Iberische Halbinsel).

## Carrera militar temprana

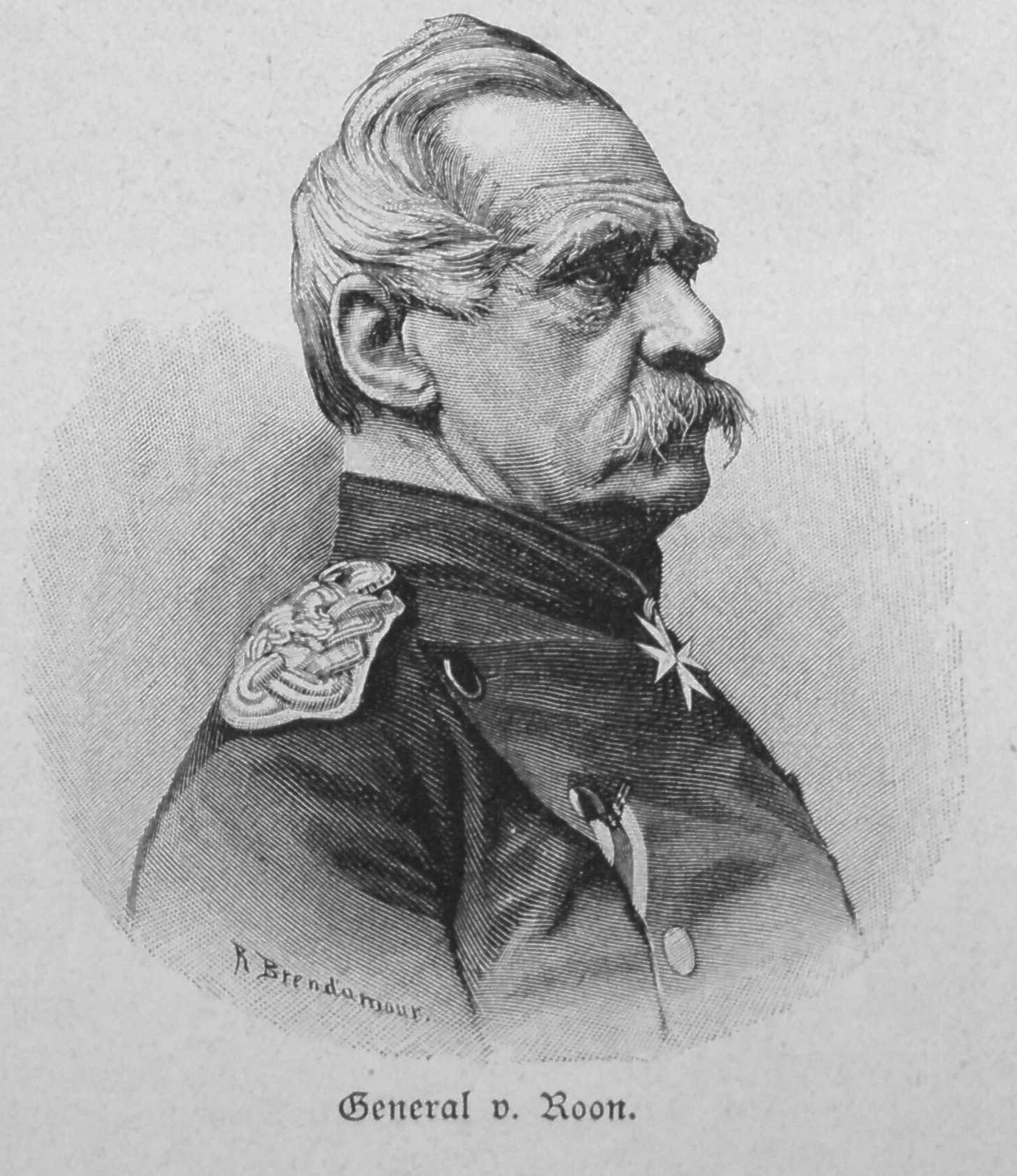
El General von Roon por Richard Brend'amour.

En 1832, volvió a su regimiento, fue destinado al cuartel general del cuerpo de observación del general Karl von Müffling en Krefeld, fue en esa época cuando se dio cuenta del sistema ineficiente del ejército prusiano. En 1833 fue destinado a la oficina Topográfica de Berlín, en 1835 entró en el Cuerpo General, y en los siguientes años fue ascendido a capitán y se convirtió en instructor y examinador de la academia militar en Berlín. En 1842, tras una enfermedad de dos años provocada por el exceso de trabajo, fue ascendido a mayor e incorporado al personal del VII cuerpo, donde se impresionó de nuevo por la ineficiencia de la organización del ejército, y se centró en pensar posibles esquemas para su reforma. Dos años después, como tutor del príncipe Federico (futuro Federico III de Alemania), lo ayudó en la Universidad de Bonn y en sus viajes europeos. En 1848 fue designado jefe del personal del VIII Cuerpo en Coblenza. Durante los disturbios de aquel año sirvió bajo el mando del príncipe Guillermo I de Alemania (más tarde emperador) en la supresión de la insurrección en Baden, se distinguió por su energía y valor, recibiendo la 3.ª clase de la orden del Águila Roja en reconocimiento a sus servicios. Mientras tenía contactos con el personal del Príncipe aprovechó para enseñarle sus esquemas sobre la reforma del ejército. En 1850 vino la revelación de la ineficiente organización que condujo al humillante tratado de Olmütz. Ese mismo año Roon ascendió a teniente coronel, y en 1851 a coronel.

## Su reforma del ejército: el «sistema»
Ascendido a mayor general en 1856 y a teniente general en 1859, Roon había cumplido varias órdenes y había sido empleado en misiones importantes desde 1850. El Príncipe Guillermo se convirtió en regente en 1857, y en 1859 seleccionó a Roon como miembro de una comisión para reorganizar el ejército. Apoyado por Edwin von Manteuffel y el nuevo jefe prusiano de recursos humanos Helmuth von Moltke, Roon pudo hacer que sus planes fueran considerados y finalmente adoptados. Su objetivo era crear una nación armada para extender el sistema de Gerhard von Scharnhorst y adaptarlo a las circunstancias de Prusia. Para conseguirlo propuso tres años de servicio universales, y una reserva (Landwehr) para la defensa del país cuando el ejército estuviera manteniendo enfrentamientos. Durante la guerra austro-sarda se le asignó a su mando una división. Al fin de la guerra en 1859, aunque era un teniente general joven en el ejército sucedió a Eduard von Bonin como ministro de Guerra de Prusia. Dos años después, en 1861 el ministerio de marina fue también confiado a él. Sus propósitos de reorganización encontraron una fuerte oposición. Tomó años de discusión y el fuerte apoyo de Otto von Bismarck y Moltke, antes de ver sus sueños para el ejército cumplidos.

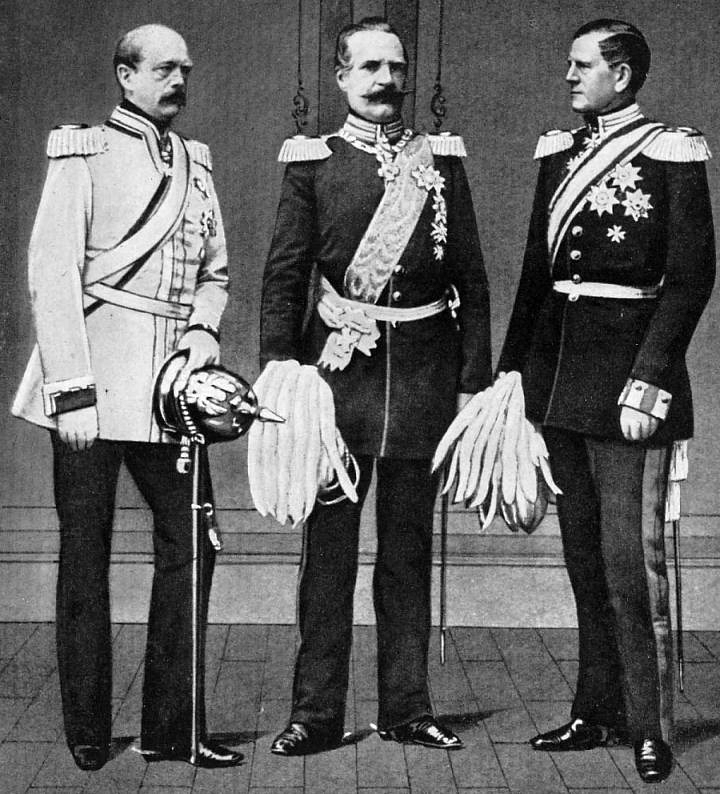
Otto von Bismarck, Albrecht Graf von Roon y Molkte.

## Héroe nacional
Después del éxito de la Campaña Danesa de 1864, Roon, pasó de ser el hombre más odiado de Prusia a ser un hombre popular.
Al principio de la guerra austro-prusiana, Roon fue ascendido a general de infantería. Fue decisivo en la victoria en la batalla de Königgrätz, bajo el mandato de Moltke. Recibió el Águila Negra en Nikolsburg de camino a Viena. Su sistema para el ejército fue adoptado a partir de 1866 por toda la Confederación Alemana del Norte. En años posteriores, su sistema para el ejército fue copiado en toda la Europa continental.
Durante la guerra franco-prusiana en 1870-1871, Roon estaba atendiendo al que después sería el rey Guillermo I de Alemania. La guerra fue una gran victoria para Prusia y la contribución de Roon a la victoria fue considerable. En diciembre de 1871, sucedió a Bismarck como ministro-presidente prusiano. Su mala salud le obligó a dimitir más tarde ese mismo año. Fue ascendido a mariscal de campo el 1 de enero de 1873.
Murió en Berlín el 23 de febrero de 1879.

## Honores
Recibió las siguientes órdenes y condecoraciones:
- Prusia:
  - Caballero de Honor de la Orden de San Juan, 1848; Caballero de Justicia, 1858[2]
  - Caballero del Águila Roja, 3.ª Clase con Lazo, 1849; Gran Cruz, 16 de noviembre de 1864; con Espadas, 1866[2]
  - Caballero de la Orden de la Corona, 1.ª Clase, 18 de octubre de 1861; con Banda Esmaltada de la Orden del Águila Roja, Hojas de Roble y Espadas en Anillo, 1865[2]
  - Cruz de Gran Comandante de la Real Orden de Hohenzollern, 1863; con Estrella y Espada, 22 de marzo de 1871[2]
  - Caballero del Águila Negra, 28 de julio de 1866; con Collar, 1867; con Diamantes, 1873[2]
  - Pour le Mérite (militar), 28 de octubre de 1870[2]
  - Cruz de Hierro (1870), 1.ª y 2.ª Clases
  - Cruz al Servicio
- Reino de Sajonia:[3]
  - Gran Cruz de la Orden de Alberto, 1860
  - Caballero de la Corona de Ruda, 1870
- Ducados Ernestinos: Gran Cruz de la Orden de la Casa Ernestina de Sajonia, agosto de 1860[4]
- Ducado de Brunswick: Gran Cruz de la Orden de Enrique el León
- Reino de Hannover: Gran Cruz de la Real Orden Güélfica, 1860[5]
- Hesse-Darmstadt:[6]
  - Gran Cruz de la Orden de Felipe el Magnánimo, 4 de diciembre de 1860
  - Gran Cruz de la Orden de Luis, 9 de enero de 1871
  - Cruz al Mérito Militar, 16 de marzo de 1871
- Bélgica: Gran Cordón de la Orden de Leopoldo (militar), 7 de febrero de 1861[7]
- Imperio austríaco:[8]
  - Gran Cruz de la Orden imperial de Leopoldo, 1861
  - Gran Cruz de la Orden de San Esteban de Hungría, 1872
- Reino de Baviera:
  - Gran Cruz del Mérito de la Corona Bávara, 1861[9]
  - Gran  Cruz de la Orden al Mérito Militar
- Mecklemburgo:
  - Gran Cruz de la Corona Wéndica, con Corona Dorada y Espadas
  - Cruz al Mérito Militar, 2.ª Clase (Schwerin)
  - Cruz por Distinción en Guerra (Strelitz)
- Sajonia-Weimar-Eisenach: Gran Cruz del Halcón Blanco, 6 de mayor de 1861[10]
- Hesse-Kassel: Gran Cruz de la Orden de Guillermo, 15 de mayo de 1861[11]
- Ducado de Nassau: Gran Cruz de la Orden de Adolfo de Nassau, con Espadas, julio de 1861[12]
- Imperio ruso:
  - Caballero de San Jorge, 3.ª Clase, abril de 1873
  - Caballero de San Alejandro Nevski, en Diamantes
  - Caballero de San Vladimir, 1.ª Clase con Espadas
- Schaumburg-Lippe: Medalla al Mérito Militar
- Ducados ascanios: Gran Cruz de la Orden de Alberto el Oso, 20 de diciembre de 1862[13]
- Francia: Gran Cruz de la Legión de Honor, 9 de septiembre de 1864[14]
- Gran Ducado de Baden:[15]
  - Gran Cruz de la Orden al Mérito Militar de Carlos Federico, 1867
  - Caballero de la Orden de la Fidelidad, 1871
- Reino de Wurtemberg:[16]
  - Gran Cruz de la Corona de Wurtemberg, 1868
  - Gran Crua de la Orden al Mérito Militar, 30 de diciembre de 1870
- Gran Ducado de Oldemburgo: Gran Cruz de la Orden de Pedro Federico Luis, con Corona Dorada y Collar, 16 de junio de 1869[17]